# Port lotniczy Guayaramerín
Port lotniczy Guayaramerín – port lotniczy zlokalizowany w boliwijskim mieście Guayaramerín.